# Madrigalejo
Madrigalejo ist ein Ort und eine Gemeinde (municipio) mit 1.708 Einwohnern (Stand: 2024) in der Provinz Cáceres in der Autonomen Region Extremadura in Spanien.

## Lage und Klima
Madrigalejo liegt in einer Höhe von ca. 295 m. Der Río Ruecas fließt durch den Ort. Die Provinzhauptstadt Cáceres liegt gut 110 km (Fahrtstrecke) nordwestlich.

## Bevölkerungsentwicklung
| Jahr      | 1970 | 1981 | 1991 | 2001 | 2011 | 2021 |
| Einwohner | 3765 | 2969 | 2490 | 2176 | 1890 | 1694 |

Der deutliche Bevölkerungsrückgang seit den 1950er Jahren ist im Wesentlichen auf die Mechanisierung der Landwirtschaft sowie die Aufgabe bäuerlicher Kleinbetriebe („Höfesterben“) und den damit einhergehenden Verlust von Arbeitsplätzen zurückzuführen.

## Sehenswürdigkeiten

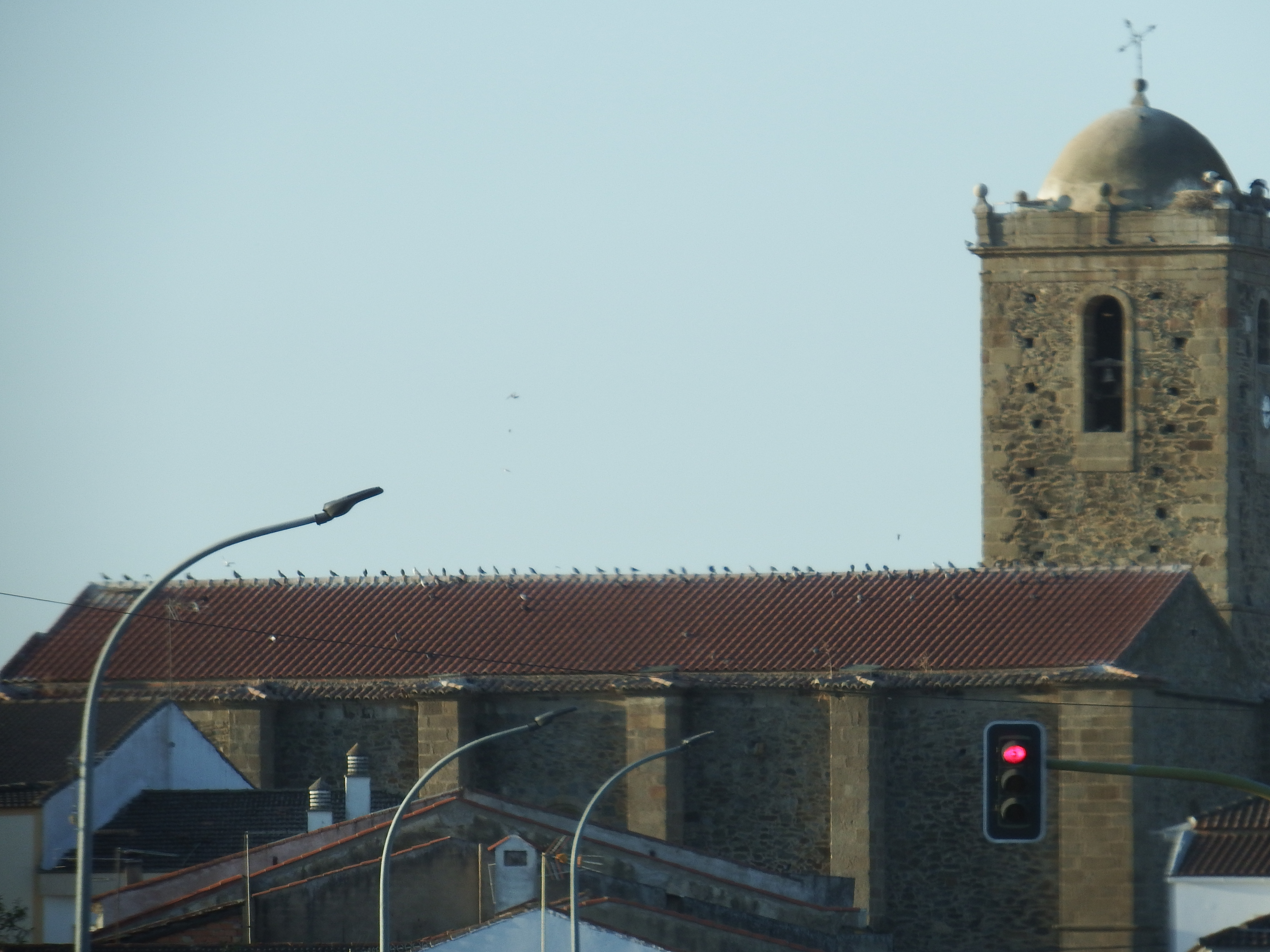
Johannes-der-Täufer-Kirche
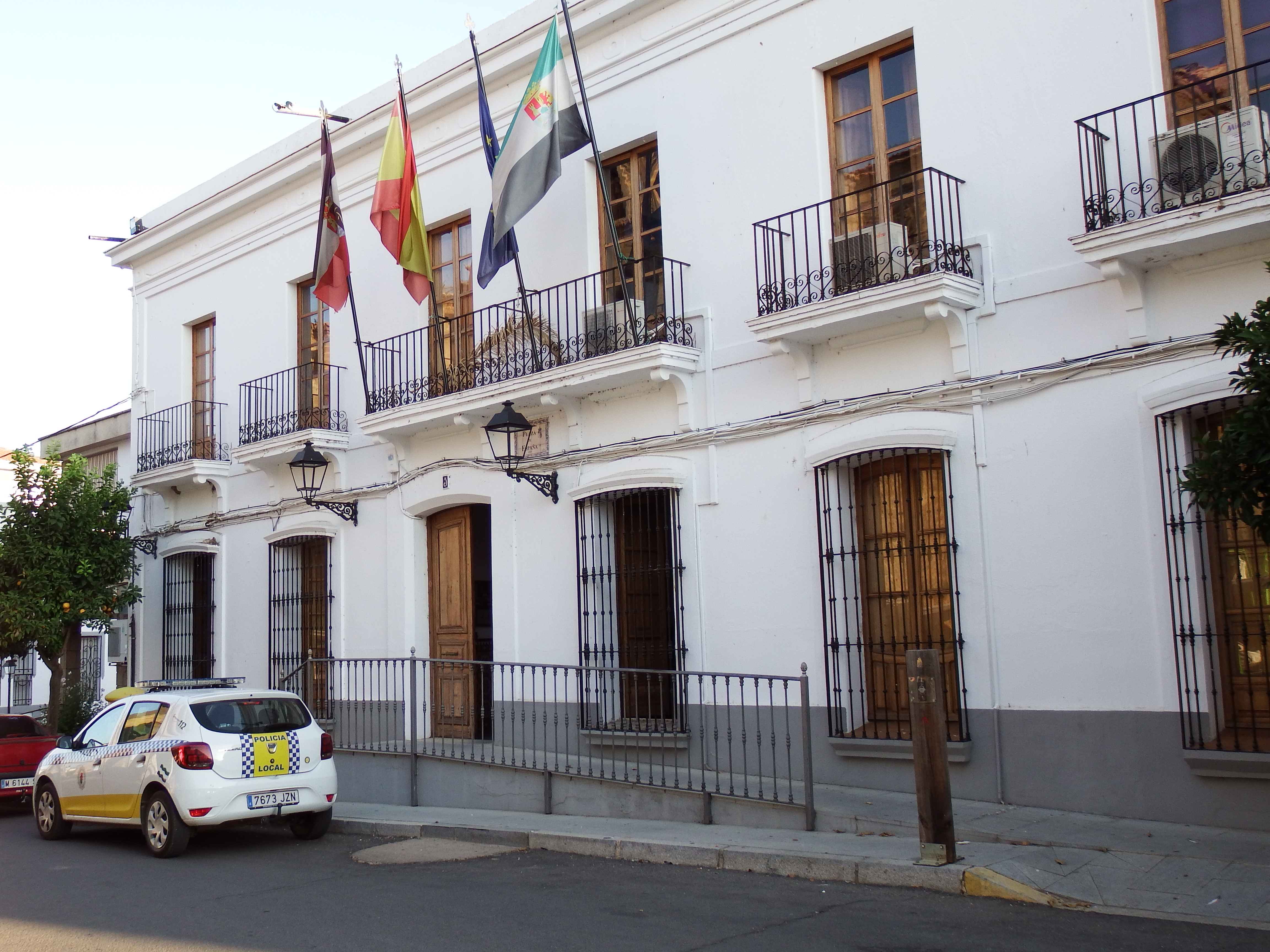
Rathaus

- Johannes-der-Täufer-Kirche
- Rathaus

## Persönlichkeiten
- Ferdinand II. (1452–1516), König von Sizilien, zwischenzeitlich König von Kastilien-León, hier verstorben